# Nombre de Keith
En mathématiques récréatives, un nombre de Keith (en) ou nombre repfigit (REPetitive FIbonacci-like diGIT) est un entier naturel qui apparaît sous forme d'un terme dans une suite récurrente linéaire comportant les chiffres du nombre initial.
Étant donné un nombre à n chiffres
{\displaystyle N=\sum _{i=0}^{n-1}10^{i}{d_{i}},}
on forme une suite SN avec les termes initiaux dn–1, dn–2,..., d1, d0 et de terme général égal à la somme des n termes précédents. Si le nombre N apparaît dans la suite SN, alors N est dit nombre de Keith.

## En base 10
Par exemple, en base 10, prenons 197 : 1 + 9 + 7 = 17 ; 9 + 7 + 17 = 33 ; 7 + 17 + 33 = 57 ; 17 + 33 + 57 = 107 ; 33 + 57 + 107 = 197 ; 57 + 107 + 197 = 361 ; etc.
On obtient donc la suite : 1, 9, 7, 17, 33, 57, 107, 197, 361... dans laquelle se trouve le nombre 197.
Les dix plus petits nombres de Keith sont 14, 19, 28, 47, 61, 75, 197, 742, 1104, 1537 (suite A007629 de l'OEIS).
On ignore actuellement s'il existe une infinité de nombres de Keith ou non. Il existe seulement 71 nombres de Keith inférieurs à 1019.